# Casa del Dr. Escofet
La Casa del Dr. Escofet és una obra de Cadaqués (Alt Empordà) inclosa a l'Inventari del Patrimoni Arquitectònic de Catalunya.

## Descripció
Situada dins del nucli urbà de la població de Cadaqués, delimitada pels carrers de s'Embut i de les Cols.
Edifici de planta rectangular amb la coberta de teula de dues vessants i distribuït en planta baixa i pis La façana principal presenta un portal d'accés rectangular, emmarcat amb carreus de pedra ben escairats. La llinda està gravada amb la inscripció “DOCTOR 1777 ESCOFFET” i decorada amb motius florals. Al costat, una simple finestra rectangular, amb reixa de ferro ornamentada. Al pis destaquen dos finestrals rectangulars amb sortida a un balcó corregut força senzill. La façana està rematada amb un ràfec de dents de serra.
La construcció està arrebossada i emblanquinada.